# Konrad Henlein
Konrad Ernst Eduard Henlein (6. května 1898 Vratislavice nad Nisou – 10. května 1945 Plzeň) byl československý a německý politik. Původně byl funkcionářem Ještědsko-jizerské a poté Chebské župy Německého turnerského svazu (DTV) v Československu. V roce 1931 se stal náčelníkem této organizace, kterou řídil zpočátku v duchu Spannových myšlenek, a byl zároveň členem německého Kameradschaftsbundu (Svaz kamarádství). V roce 1933 založil a stál v čele politického hnutí Sudetendeutsche Heimatfront (SHF). Na podzim roku 1937 Konrad Henlein přestoupil k nacionálním socialistům. Adolf Hitler jmenoval Henleina Gruppenführerem (později Obergruppenführerem) SS, župním vedoucím NSDAP a poslancem říšského sněmu. Po 15. březnu 1939 byl šéfem civilní správy okupačních vojsk[zdroj?] a 1. září stanul v čele Sudetské župy jako říšský místodržící. Tuto funkci zastával až do konce války.

## Život

### Mládí
Henlein se narodil v tehdejším Maffersdorfu (Vratislavice nad Nisou, dnes část statutárního města Liberce) jako syn účetního a později obchodníka Konrada Henleina a jeho manželky Hedwigy, rozené Dvořáček, jejímž otcem byl Čech a matka sudetská Němka. Se svými rodiči žil v Rychnově a po absolvování obchodní akademie v Jablonci nad Nisou se roku 1916 přihlásil do armády. Během první světové války byl na italské frontě zajat, internován na ostrově Asinara u severního pobřeží Sardinie a domů se vrátil až v srpnu 1919.
Pracovat začal jako bankovní úředník v jablonecké České obchodní bance, odkud však brzy přešel do Kreditanstalt der Deutschen. Byl velmi aktivní v turnerském hnutí, roku 1923 se stal vzdělavatelem mládeže ještědsko-jizerské turnerské župy. Od října 1925 pracoval jako učitel tělocviku v Aši, kde se také seznámil s dcerou kavárníka Emmou Luisou Geyerovou, se kterou se v roce 1926 oženil.

### Sudetoněmecká strana
Roku 1928, již jako populární osobnost, zřídil v tomto městě také ústřední turnerskou školu. V říjnu roku 1933 založil politické hnutí Sudetendeutsche Heimatfront (SHF), které mělo prosazovat požadavky Němců v Československu. V roce 1935 se hnutí přeměnilo na Sudetendeutsche Partei (SdP). Postupně získal podporu nacistického vedení v Německu, které stranu podporovalo částkou 15 000 marek měsíčně. Díky kontaktům na západní politické kruhy dosáhl mezinárodní diskuse nad sudetoněmeckou otázkou. Tuto otázku ovšem sám vyhrotil, a to neustálým stupňováním svých požadavků. Mezitím například přednášel v prosinci 1935 v londýnském královském institutu. Dokonce se chtěl stát prezidentem Československa.[zdroj?] S Adolfem Hitlerem se setkal poprvé v srpnu roku 1935.
Druhá polovina 30. let byla dobou jeho vrcholného úspěchu. Přestože vedle českých agrárníků byla SdP nejsilnější politickou stranou, zůstala v opozici, v níž ji chtěli čeští a ostatní němečtí politici izolovat. To však SdP umožnilo nadále vystupovat z pozice kritika koalice, což jí v době, kdy ještě stále panovala v pohraničí vysoká nezaměstnanost a bída, umožnilo nadále zvyšovat počet svých příznivců. Sám Henlein byl ve složité pozici, protože v SdP existovaly různé názorové skupiny, mezi kterými musel manévrovat. Přitom se snažil zavést do strany nacistický vůdcovský princip, tj. vybudovat si absolutní autoritu. Sám záměrně nikdy ani nekandidoval do Národního shromáždění, aby se mohl prezentovat jako „čistý“ vůdce svého lidu, který nemá s pražskou politikou nic společného.

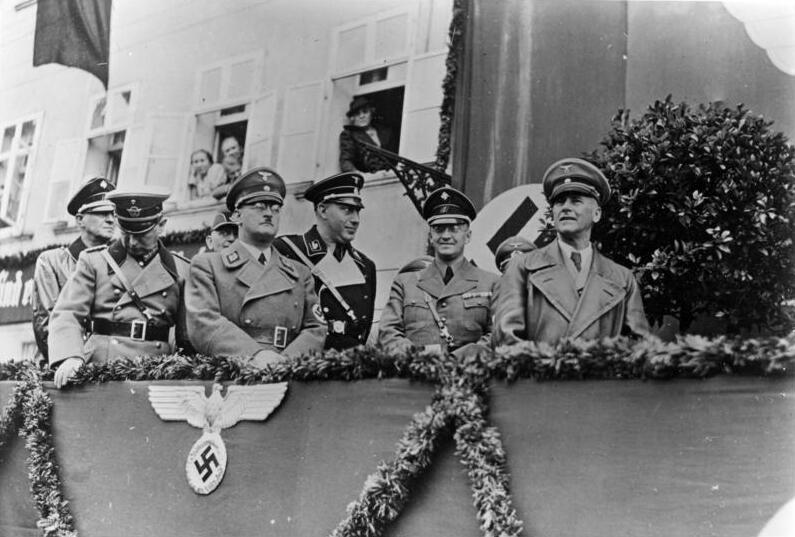
Nacistická elita v Sudetech – Konrád Henlein druhý zprava

V první polovině 30. let zastával Henlein ve svých veřejných projevech autonomistický program a celkově protinacistické postoje, protože jednak hrozil zákaz SdP československou vládou, jednak bylo třeba otupit antipatie spannovské frakce SdP. Neboť jak ve svém dopise A. Hitlerovi mimo jiné uvedl: 
„Sudetské němectví je si vědomo zvláštní politické úlohy vůči antiněmeckému zadání a vůči politice Československa, určované Západem a bolševickým východem, a chce být faktorem nacionálněsocialistické říšské politiky (...) SdP musí skrývat své přiznání k nacionálnímu socialismu jako světovému názoru a politickému principu. Jako strana v demokraticko-parlamentním systému Československa musela navenek, ve svých ústních a písemných projevech, na shromáždění a v tisku, v parlamentu, ve své vlastní výstavbě a při organizování sudetského němectví, používat demokratickou terminologii a demokraticko-parlamentní metody. Neměla by proto nezasvěceným říšskoněmeckým kruhům připadat jako sporná a nespolehlivá (...) Spornost vnějšího obrazu SdP je prohlubována tou okolností, že SdP vnitřně po ničem jiném tak netouží jako po vtělení sudetoněmeckého území, ba celého česko-moravsko-slezského prostoru do říše, avšak navenek musí vystupovat za zachování Československa a integritu jeho hranic, a musí se pokoušet nastolovat reálně vyhlížející vnitropolitický cíl pro svůj politický boj.“

Otevřeným stoupencem Hitlera se stal až v roce 1937, kdy radikální nacistické křídlo SdP vedené K. H. Frankem získalo převahu. Roku 1937 se Henlein sešel s Adolfem Hitlerem a přislíbil mu absolutní věrnost. Společně formulovali taktiku „vždy žádat víc, než je možné splnit“, kterou se pak SdP řídila až do rozbití Československa. Protože koaliční vláda začátkem roku 1937 veřejně vyhlásila program odstranění veškeré diskriminace Němců (v obsazování úředních míst atd.) a začala připravovat různá opatření k dosažení úplné rovnosti, musela SdP ve své rétorice stále přitvrzovat. Zároveň šlo o čas, protože Hitler nechtěl vzhledem k rychlému pokračování pevnostních staveb (hlavní úseky měly být bojeschopné roku 1940) likvidaci Československa odkládat.

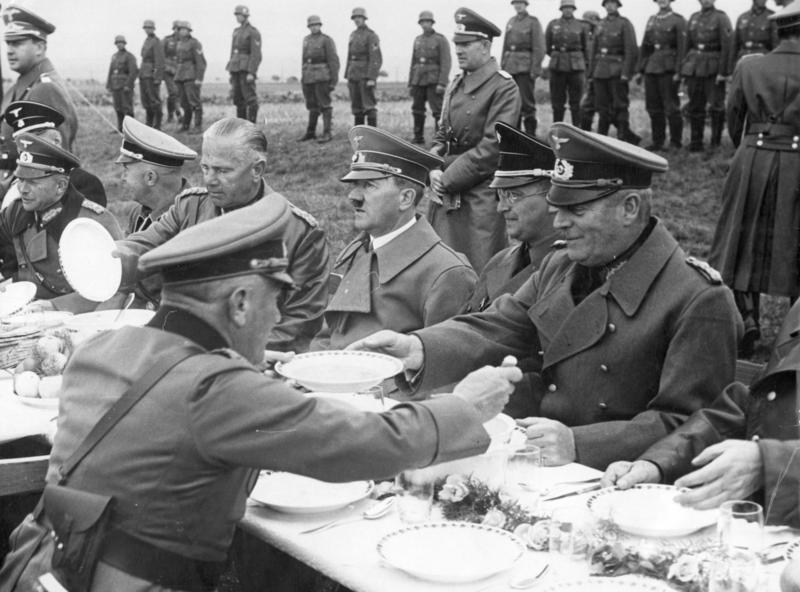
Hitlerova návštěva v Sudetech 3. 10. 1938 – Henlein vpravo vedle Adolfa Hitlera, napravo od Henleina pak tehdejší vojenský velitel Sudet generál Keitel.

### Klíčový rok 1938
V září 1938, když jednání mezi SdP a vládou Československa dospělo do bodu, kdy vláda s drobnými výhradami v podstatě přistoupila na všechny požadavky SdP (především dalekosáhlá přestavba státu na autonomistickém principu) a kdy ne zcela malá část představitelů SdP otevřeně přiznávala, že bylo dosaženo toho, oč usiloval jejich maximalistický program (Ernst Kundt, Wilhelm Sebekovsky), byla jednání ze strany Henleina a Franka přerušena pod záminkou incidentu, který se odehrál v Ostravě (zřejmě byl uměle vyvolán, aby tuto záminku poskytl).
Jednání tak nebylo nikdy dokončeno: po dobu SdP iniciovaného přerušení jednání se SdP pokusila ve dnech 13. až 15. září 1938 v několika okresech za pomocí zbraní propašovaných z Německa o ozbrojený převrat s cílem tato území násilně připojit k Německu. Převrat byl okamžitě potlačen policií, celníky a armádou. Většina guerillových bojovníků včetně Henleina a většiny politiků SdP uprchla do Německa. V zasažených okresech bylo vyhlášeno stanné právo. Dne 15. září byla SdP postavena mimo zákon a na její představitele byly vydány zatykače. Důvodem převratu byla právě skutečnost, že už nebylo možné stupňovat dále požadavky a dosažení shody mezi SdP a vládou by vedlo k uklidnění a upevnění Československa, tedy přesně opaku situace, o níž se snažil Hitler.
Henlein mezitím v Německu z uprchlých bojovníků zorganizoval tzv. Freikorps, sám se stal jeho velitelem a během několika dní vyslal své skupiny do Československa znovu. Tato akce se někdy označuje jako druhý pokus o převrat. Teroristická aktivita se soustředila na západní a severní příhraničí. Druhý převrat byl rovněž potlačen. Zaznamenal však úspěch v okrese Aš, kde guerillu podpořily z Německa i jednotky SS. Československá vláda se domnívala, že Hitler se snaží rozpoutat těmito akcemi válku, kterou by pak vydával za útok Československa na Německo, a proto vydala armádě rozkaz, aby se stáhla na hranice okresu Aš. Tento okres tak byl ponechán svému osudu a Freikorps spolu s SS ho obsadily už týden před Mnichovskou dohodou. Z okresu Aš bylo několik stovek lidí uneseno („zatčeno“) do Německa. Celkově oba pokusy o puč zanechaly nejméně několik desítek mrtvých na obou stranách. Boj byl ze strany Freikorpsu veden se značnou krutostí a zákeřností; citován bývá např. případ vesnice Habersbirk, kde mnohonásobná přesila zmasakrovala místní četníky, ztýrala místní české civilisty atd.

### Říšským komisařem a místodržícím
Z Německa se Henlein vrátil až po Mnichovské dohodě, již jako Hitlerem jmenovaný (1. 10. 1938) říšský komisař pro Sudetoněmecká území. Účastnil se osobně vítězného průjezdu Hitlera pohraničím. Jako správce těchto oblastí byl zodpovědný za veškerý teror, kterého se nacisté dopustili po obsazení pohraničí vůči Židům, Čechům a německým antinacistům (např. bývalý sociálnědemokratický starosta Ústí nad Labem Leopold Pölzl byl tažen městem na oprátce a měl být zlynčován k smrti, kdyby ho náhodou nezachránilo z rukou davu gestapo).
Když SdP splynula s NSDAP a vznikla župa NSDAP Sudety, stal se jejím župním vedoucím. Byl také Obergruppenführerem SS a od 1. května 1939 byl místodržícím Říšské župy Sudety. Jeho osobní mocenské postavení však bylo spíše špatné. Řada jeho nejbližších spolupracovníků z bývalé SdP byla z politických důvodů odstraněna (např. Heinz Rutha byl gestapem udán čs. policii pro tehdy trestnou homosexualitu a v československém vězení v roce 1937 spáchal sebevraždu). Henlein byl mužem s vysokou funkcí, ale jeho vliv byl omezený.

### Smrt
V pondělí 7. května 1945 odjel Henlein z Liberce, aby se pokusil vyjednat s Američany mimo jiné také uznání Mnichovské smlouvy. Podařilo se mu dostat až na území osvobozené americkou armádou, kde však byl u Lokte zajat, vyslýchán a uvězněn v Plzni. Když zjistil, že s ním nikdo jednat nehodlá a že je považován za válečného zločince, podřezal si sklem z rozbitých brýlí časně ráno 10. května žíly. Pohřben byl v neoznačeném hrobě v Plzni. V dokumentech Mezinárodního trestního tribunálu v Norimberku, který se konal po válce, je Henlein otevřeně označován za válečného zločince[zdroj?]. Je dosud čestným občanem města Liberce. Čestné občanství mu udělilo také město Karlovy Vary.

## Vyznamenání
- Odznak za zranění v černém (První světová válka)
- Kříž cti
- Sudetská pamětní medaile se sponou Pražský hrad
- Zlatý stranický odznak
- Válečný záslužný kříž, I. a II. třídy bez mečů
- |  Služební vyznamenání NSDAP[12], bronzové a stříbrné

## Odraz v kultuře
Osobu Henleina okrajově zmiňuje Divadlo Járy Cimrmana, které ve filmu Jára Cimrman ležící, spící uvádí, že vyrůstal v Liptákově (fiktivní obec v Pojizeří, jejímž předobrazem měly být Příchovice u Kořenova nedaleko Tanvaldu).
Henleinovo jméno použili rovněž autoři pořadu Česká soda pro persiflážní reklamu na novou „Škodu Henlein“, obsahující narážky na teroristickou činnost bojůvek SdP a na dva pokusy o ozbrojený puč, které Henlein se svou stranou zorganizoval v září 1938.